# Larissa Maciel
Larissa Maciel Kumer (Porto Alegre, 31 de octubre de 1977) es una actriz brasileña.

## Primeros años y carrera
Larissa Maciel Kummer nació en Porto Alegre, capital de Río Grande del Sur, el 31 de octubre de 1977.
Desde los 9 años de edad quería ser actriz, por lo que el mismo año comenzó a actuar en minipiezas de teatro de su escuela. A principios de 1996, ella comenzó a actuar en diversos teatros de Porto Alegre, antes de ser reconocida en el año siguiente, en 1997, a los 20 años de edad. Su primer trabajo fue en el teatro en la obra Um Conto de Inverno, que tuvo lugar en septiembre de 1996.
En 1998, pasó el examen de ingreso de la Universidad Federal de Río Grande del Sur en psicología, biología y artes escénicas, pero optó por esta última.
En 2000 fue programada para presentar varios cortometrajes y series de una filial de la Rede Globo en Río Grande del Sur, RBS TV.
De 2003 a 2007, hizo cerca de 14 comerciales para diversos productos, lo que le ayudó a darse a conocer en todo el estado de Río Grande del Sur.
En julio de 2008, recibió una invitación para actuar en una miniserie basada en la carrera de la cantante brasileña Maysa. Ganó por sobre unos 200 candidatos hasta que dejó satisfecho al director Jayme Monjardim debido a su gran parecido con la cantante. Maciel se involucró alrededor de un año en la preparación y grabación de la miniserie, una nueva experiencia para la actriz, habiendo sido entrenada en la interpretación teatral. La miniserie fue nominaaa a un premio Emmy Internacional en 2009 en la categoría de mejor miniserie para la televisión.
En octubre de 2009, renovó su contrato con la Globo por otros cinco años.
A principios de 2010, interpretó a la protagonista Samantha en la obra de teatro Aquelas Mulheres. En mayo del mismo año, fue seleccionada para interpretar a Felicia Lobato en la novela Passione, del autor Silvio de Abreu.
En enero de 2011, interpretó dos personajes en la obra A Eva Futura, junto con Pedro Paulo Rangel y Bruno Ferrari.
En abril de 2012, la actriz fue contratada por la Rede Record por cinco años.

## Vida personal
Larissa está casada con el empresario André Surkamp. El 5 de febrero de 2014 nació Milena, la primera hija de la pareja.

## Filmografía
| Año       | Título                            | Papel               |
| --------- | --------------------------------- | ------------------- |
| 2000      | Descompassado Coração             | Luísa               |
| 2005      | A Ferro e Fogo - Tempo de Solidão | Catharina Schneider |
| 2007      | A Visita                          | Martinha            |
| 2009      | Maysa: cuando canta el corazón    | Maysa Monjardim     |
| 2010      | Passione                          | Felícia Lobato      |
| 2013      | José de Egipto                    | Sati                |
| 2015      | Milagros de Jesús                 | Ada                 |
| 2015–2016 | Moisés y los diez mandamientos    | Míriam              |
| 2017      | Belaventura                       | Lucy                |
| 2018–2019 | Jesús                             | Claudia Prócula     |

| Año  | Título                         | Papel           |
| ---- | ------------------------------ | --------------- |
| 2006 | A Festa de Margarette          |                 |
| 2012 | Vazio Coração                  | Mariana Menezes |
| 2012 | Quinta das Janelas             | Marta Fillale   |
| 2016 | Moisés y los diez mandamientos | Míriam          |

## Teatro
| Año  | Título                                    |
| ---- | ----------------------------------------- |
| 1996 | O Defunto                                 |
| 1997 | Um Conto de Inverno                       |
| 1998 | Barão das Árvores                         |
| 1999 | Um Gosto de Mel                           |
| 1999 | Zona Contaminada                          |
| 1999 | O Menino Maluquinho 2000                  |
| 2000 | Não Culpem Ninguém                        |
| 2004 | Todos que Caem                            |
| 2005 | Os Sobreviventes                          |
| 2006 | Hotel Rosa Flor                           |
| 2010 | Aquelas Mulheres                          |
| 2011 | A Eva Futura                              |
| 2012 | La Pasión de Cristo en la Nueva Jerusalén |
| 2019 | Dogville                                  |

## Premios y nominaciones
Premio Arte Qualidade Brasil
| Año  | Categoría    | Trabajo                      | Resultado |
| ---- | ------------ | ---------------------------- | --------- |
| 2009 | Mejor actriz | Maysa: Quando Fala o Coração | Ganadora  |

Premio Destaque do Ano nas Artes do Jornal Comércio/RS
| Año  | Categoría    | Trabajo                      | Resultado |
| ---- | ------------ | ---------------------------- | --------- |
| 2009 | Mejor actriz | Maysa: Quando Fala o Coração | Ganadora  |

Premio de la APCA
| Año  | Categoría                  | Trabajo                      | Resultado |
| ---- | -------------------------- | ---------------------------- | --------- |
| 2009 | Mejor actriz de televisión | Maysa: Quando Fala o Coração | Ganadora  |

Premio de Caderno PopTevê
| Año  | Categoría         | Trabajo                      | Resultado |
| ---- | ----------------- | ---------------------------- | --------- |
| 2009 | Actriz revelación | Maysa: Quando Fala o Coração | Ganadora  |

Melhores do Ano
| Año  | Categoría         | Trabajo                      | Resultado |
| ---- | ----------------- | ---------------------------- | --------- |
| 2010 | Actriz revelación | Maysa: Quando Fala o Coração | Nominada  |